# Colmillo blanco: Las nuevas aventuras
Colmillo blanco: Las nuevas aventuras (título original: Silver Wolf) es un telefilme canadiense-estadounidense de aventura, drama y familiar de 1999, dirigido por Peter Svatek, escrito por Michael Amo, musicalizado por Robert Carli, en la fotografía estuvo Curtis Petersen y los protagonistas son Michael Biehn, Roy Scheider y Shane Meier, entre otros. Este largometraje fue producido por Blue Rider Pictures, GFT Entertainment y Legacy Filmworks; se estrenó el 10 de enero de 1999.

## Sinopsis
Trata acerca de un guardabosque y su sobrino adolescente, quienes pelean para proteger a un lobo, ya que un ranchero quiere cazarlo.